# Cantone di Chailland
Il Cantone di Chailland era una divisione amministrativa dell'arrondissement di Laval.
È stato soppresso a seguito della riforma complessiva dei cantoni del 2014, che è entrata in vigore con le elezioni dipartimentali del 2015.
Comprendeva i comuni di:
- Andouillé
- La Baconnière
- La Bigottière
- Chailland
- La Croixille
- Juvigné
- Saint-Germain-le-Guillaume
- Saint-Hilaire-du-Maine
- Saint-Pierre-des-Landes